# Sekty albo nowe ruchy religijne. Wyzwania duszpasterskie
Sekty albo nowe ruchy religijne. Wyzwanie duszpasterskie – raport wydany przez Stolicę Apostolską w 1986 roku dotyczący działalności sekt, nowych ruchów religijnych i kultów.
Wydanie dokumentu poprzedziło rozesłanie kwestionariuszy do Konferencji episkopatów poszczególnych krajów, celem zebrania informacji i wskazówek dotyczących działalności sekt, nowych ruchów i kultów. Do 30 października 1985 roku otrzymano wypowiedzi od 75 regionalnych i krajowych Konferencji Episkopatów, i na ich podstawie powstał dokument. Autorzy dokumentu podkreślają, że nowe ruchy religijne nie powinny być traktowane jako zagrożenie, ale jako wyzwanie duszpasterskie, stając się „bodźcem do odnowienia i wzmocnienia pasterskiej skuteczności”.
„Wyzwanie duszpasterskie” dystansuje się od tradycyjnych sposobów zwalczania sekt, nakazując dialog z nowymi ruchami religijnymi w duchu tolerancji i szacunku dla osoby ludzkiej. Inną zmianą jest wprowadzenie terminu „nowe ruchy religijne” i oszczędne posługiwanie się tradycyjnym terminem „sekty”. Dokument przyznaje, iż dialog ten może być utrudniony, gdyż zachowania i metody niektórych sekt mogą wywierać destrukcyjny wpływ na osobowość, przyczyniać się do dezintegracji rodzin i społeczności, zaś ich doktryny często bywają bardzo odległe od nauczania Chrystusa i Kościoła.
Według raportu sekty są tworzone w celu wspierania zewnętrznych interesów ekonomicznych i politycznych.